# بروتزانو تزففیریو
بروتزانو تزففیریو (به ایتالیایی: Bruzzano Zeffirio) یک کومونه در ایتالیا است که در استان رجو کالابریا واقع شده‌است.

## خصوصیات
بروتزانو تزففیریو ۲۰٫۹ کیلومترمربع مساحت و ۱٬۲۵۵ نفر جمعیت دارد.